# (5051) Ralph
(5051) Ralph est un astéroïde de la ceinture principale.

## Description
(5051) Ralph est un astéroïde de la ceinture principale. Il fut découvert le 24 septembre 1984 à Brorfelde par Poul Jensen. Il présente une orbite caractérisée par un demi-grand axe de 2,29 UA, une excentricité de 0,14 et une inclinaison de 5,9° par rapport à l'écliptique.

## Compléments